# Ceratina fastigiata
Ceratina fastigiata är en biart som beskrevs av Fox 1896. Ceratina fastigiata ingår i släktet märgbin, och familjen långtungebin. Inga underarter finns listade i Catalogue of Life.